# Bernd Wilden
Bernd Wilden (* 1966 in Krefeld) ist ein deutscher Komponist, Arrangeur und Dirigent. Bekannt wurde er vor allem durch seine sinfonischen Neuvertonungen von Stummfilmklassikern.

## Leben und Werk
Bernd Wilden studierte Kirchenmusik und Dirigieren an der Hochschule für Musik und Tanz Köln und war von 1996 bis 2000 als Kapellmeister am Theater Hagen tätig. Seit 2000 lebt er als freischaffender Dirigent und Komponist in Bielefeld.
Bernd Wilden komponiert Filmmusiken, Orchesterwerke, Kammermusik, Kirchenmusik und Bühnenwerke. Als Bearbeiter und Arrangeur ist er für verschiedene Ensembles tätig, u. a. für die NDR Radiophilharmonie und das WDR Funkhausorchester. Von 2007 bis 2014 arrangierte er für das jährlich zur Kieler Woche stattfindende Open-Air-Konzert des Philharmonischen Orchesters Kiel „Rock meets Classic“ ganze Konzertprogramme, u. a. für Suzi Quatro, The Hollies, Karat, Bobby Kimball (Toto) und Chris Thompson (Manfred Mann’s Earth Band). Mehrere seiner Werke für Musiktheater wurden am Landestheater Kiel uraufgeführt, so die Ballettmusik „Goldmund“ sowie die Märchenopern „Die Schneekönigin“, „Pit und Paula“ und „Marina – Meerjungfrau“. Für den Konzertsaal schrieb Bernd Wilden groß besetzte Orchesterwerke wie seine Hommage an W.A. Mozart „Ein Salzburger in New York“ oder das „Concerto für Schlagzeug-Trio und Orchester“, aber auch Kammermusik wie den Liederzyklus „Mein blaues Klavier“ nach Gedichten von Else Lasker-Schüler. In der Neustädter Marienkirche in Bielefeld wurden sein Oratorium „RUACH“ (2011) und die für die neue Eule-Orgel der Marienkirche komponierte „Sinfonia für Orgel und Orchester“ (2017) uraufgeführt. Im Februar 2024 erschien erstmals eine Auswahl von Werken für Chor, Orgel und Orchester auf Tonträger beim CD-Label Dabringhaus & Grimm.
Als Stummfilmdirigent und -komponist ist Bernd Wilden regelmäßig beim jährlichen Bielefelder Film&MusikFest der Friedrich Wilhelm Murnau–Gesellschaft in der Rudolf Oetker-Halle in Bielefeld zu Gast. Zu zahlreichen Stummfilmen komponierte er sinfonische Filmmusiken, darunter Klassiker wie „Die Büchse der Pandora“ (G. W. Pabst), „Nosferatu – Eine Symphonie des Grauens“ und „Faust – eine deutsche Volkssage“ (F. W. Murnau). Einige seiner Neuvertonungen von Stummfilmklassikern wurden bereits von verschiedenen Orchestern im In- und Ausland (u. a. in London, Den Haag) aufgeführt.
Seit 2013 ist Bernd Wilden künstlerischer Leiter des Musikvereins der Stadt Bielefeld  e.V. und führt mit dem Konzertchor und den Bielefelder Philharmonikern regelmäßig Werke des chorsinfonischen Repertoires auf, darunter bisher 14 Bielefelder Erstaufführungen.

## Werke (Auswahl)

### Musik zu Stummfilmen
- 2002: Dr. Pyckle and Mr.Pride (Musik zum Stummfilm „Dr. Pyckle und Mr. Pride“ (Stan Laurel), Regie: Scott Pembroke und Joe Rock) für Orchester[18], UA 19. Oktober 2002, Rudolf Oetker-Halle Bielefeld
- 2002: Big Red Riding Hood (Musik zum Stummfilm „Big Red Riding Hood“ (Charley Chase), Regie: Leo McCarey) für Orchester, UA 19. Oktober 2002, Rudolf Oetker-Halle Bielefeld
- 2002: The Battle Of The Century (Musik zum Stummfilm „The Battle Of The Century“ (Laurel & Hardy) von Clyde Bruckman) für Orchester, UA 19. Oktober 2002, Rudolf Oetker-Halle Bielefeld
- 2003: That‘s My Wife (Musik zum Stummfilm „That´s my wife“ (Laurel & Hardy); Regie Lloyd French) für Orchester, UA  1. Mai 2003, Stadthalle Hagen
- 2003: Don Juan heiratet (Der Herzensknicker) (Musik zum Stummfilm „Don Juan heiratet“ von Heinrich Bolten-Baeckers) für Orchester, UA 8. November 2003, Rudolf Oetker-Halle Bielefeld
- 2003: Ich möchte kein Mann sein (Musik zum Stummfilm „Ich möchte kein Mann sein“, Regie: Ernst Lubitsch) für Orchester[19]. UA 8. November 2003, Rudolf Oetker-Halle Bielefeld
- 2004: Nosferatu (Musik zum Stummfilm „Nosferatu – Eine Symphonie des Grauens“, Regie: Friedrich Wilhelm Murnau) für Orchester, UA 26. November 2004, Stadthalle Hagen
- 2006: Der letzte Mann (Musik zum Stummfilm „Der letzte Mann“, Regie: Friedrich Wilhelm Murnau) für Orchester[20], UA 3. November 2006, Rudolf Oetker-Halle Bielefeld
- 2007: Die Büchse der Pandora (Musik zum Stummfilm „Die Büchse der Pandora“, Regie: Georg Wilhelm Pabst) für Orchester, UA 3. November 2007, Rudolf Oetker-Halle Bielefeld
- 2009: Die keusche Susanne (Musik zum Stummfilm „Die keusche Susanne“; Regie: Richard Eichberg) für Orchester[21], UA 7. November 2009, Rudolf Oetker-Halle Bielefeld
- 2013: Faust (Musik zum Stummfilm „Faust – eine deutsche Volkssage“, Regie: Friedrich Wilhelm Murnau) für Orchester (Chor optional), UA 8. November 2013, Rudolf Oetker-Halle Bielefeld
- 2015: City Girl (Musik zum Stummfilm „City Girl“, Regie: Friedrich Wilhelm Murnau) für Orchester[22], 31. November 2015, Rudolf Oetker-Halle Bielefeld
- 2019: Sunrise (Musik zum Stummfilm „Sunrise: A Song of Two Humans“, Regie: Friedrich Wilhelm Murnau) für Orchester[23], 8. November 2019, Rudolf Oetker-Halle Bielefeld

### Musiktheater
- 1998: Die Schneekönigin (Musical nach dem Märchen „Die Schneekönigin“ von Hans Christian Andersen, Text: Imke Wilden), UA 29. November 1998, Theater Hagen
- 2000: Meisterdetektiv Kalle Blomquist (Musik zum Theaterstück „Kalle Blomquist“ nach Astrid Lindgren, Songtexte: Imke Wilden)[24], UA 25. November 2000, Theater Hagen
- 2001: Kalif Storch – (Musical für Kinder nach dem Märchen „Kalif Storch“ von Wilhelm Hauff, Text: Imke Wilden)[25], UA 11/2001 Theater Hagen
- 2002 Aschenputtel (Musical für Kinder nach dem Märchen „Aschenputtel“ der Gebrüder Grimm, Text: Imke Wilden)[26], UA 11/2002, Theater Hagen
- 2003: In einem tiefen dunklen Wald (Bühnenmusik zum Theaterstück „In einem tiefen dunklen Wald“ von Paul Maar) für Harfe und Gesang, UA 03/2003, Theater Hagen
- 2003: Peterchens Mondfahrt (Musical für Kinder nach dem Märchen „Peterchens Mondfahrt“ von Gerdt von Bassewitz, Text: Imke Wilden)[27], UA 29. November 2003, Theater Hagen
- 2004: Goldmund oder die Gier nach Leben (Ballettmusik nach der Erzählung „Narziß und Goldmund“ von Hermann Hesse) für Orchester, UA 29. Mai 2004, Theater Kiel
- 2005: Des Kaisers neue Kleider (Musical für Kinder nach dem Märchen „Des Kaisers neue Kleider“ von Hans Christian Andersen, Text: Werner Hahn), UA 11/2005, Theater Hagen
- 2006: Die Schneekönigin (Märchenoper nach dem Märchen von Hans Christian Andersen, Libretto: Ralph Mundlechner), UA 15. Februar 2006, Theater Kiel
- 2013: Pit und Paula – frisch versalzen – ein musikalisches Märchen (Märchenoper, Libretto: Imke Wilden), UA 5. April 2013, Werftparktheater Kiel
- 2017: Marina Meerjungfrau – ein musikalisches Märchen (Märchenoper nach dem Märchen „Die kleine Meerjungfrau“ von Hans Christian Andersen, Libretto: Imke Wilden), UA 20. Juni 2017, Theater Kiel

### Werke mit Chor / Gesang
- 2011: Ruach Oratorium für Sprecher, Alt-Solo, Chor, Orchester und Orgel, UA 12. Juni 2011 Neustädter Marienkirche, Bielefeld
- 2012: Miserere (zum Gedenken an die Opfer des Untergangs der Titanic) für Chor und Orchester[28][29], 25. November 2012, Stadthalle Bayreuth
- 2014: „Aus welchem Stoff ist diese Stadt gewebt?“ für Gesang und Jazz-Band, Text: Hellmuth Opitz, UA 22. November 2014, Rudolf Oetker-Halle Bielefeld
- 2014/2018: Psalm 115 für Chor, Orchester und Orgel[30], UA 22. November 2014, Rudolf Oetker-Halle Bielefeld
- 2021: „Mein blaues Klavier“ – Liederzyklus: 10 Gedichte von Else Lasker-Schüler, vertont für Mezzosopran und Kammerensemble[31], UA 26. September 2021, Synagoge Beit Tikwa Bielefeld

### Instrumentalwerke
- 2005: Ein Salzburger in New York für Orchester, UA  1. Januar 2006, Kiel
- 2008: PhilhArminia für Orchester (über die Hymne des DSC Arminia Bielefeld), 3. Oktober 2008, Schüco-Arena Bielefeld
- 2017: Sinfonia für Orgel und Orchester, UA 29. Oktober 2017, Neustädter Marienkirche Bielefeld
- 2019: Concerto für Schlagzeug-Trio und Orchester[32], 14. September 2019, Steinhagen
- 2021: Kol Nidrei – eine Neuinterpretation (nach Max Bruch), für Kammerensemble, UA 26. September 2023, Synagoge Beit Tikwa Bielefeld
- 2024: Tryptique für Orgel
- 2025: A Tribute To Keith Jarrett für Orchester[33], 21. Februar 2025, Funkhaus Wallraffplatz Köln